# Dichromadora loiseae
Dichromadora loiseae is een rondwormensoort uit de familie van de Chromadoridae. De wetenschappelijke naam van de soort is voor het eerst geldig gepubliceerd in 1998 door Muthumbi & Vincx.